# Monteoru-Kultur
Die Monteoru-Kultur ist eine Bronzezeitkultur und gehört zu den südosteuropäischen Nachfolgekulturen der Cucuteni-Tripolje-Kultur. Die frühesten Monteoru-Siedlungen liegen zeitnah mit oder über den LBK- und Cucuteni-Siedlungen.

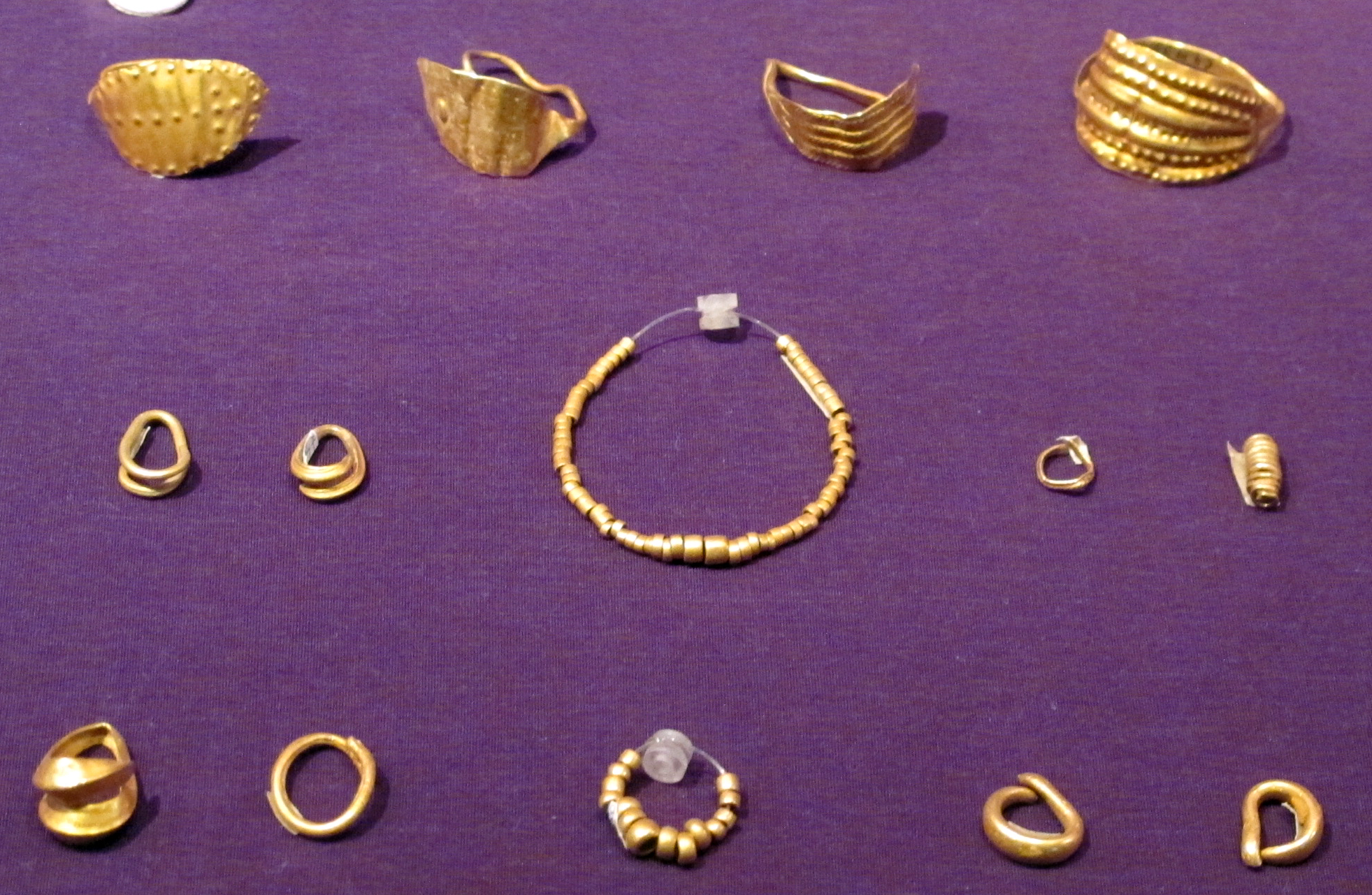
Schmuckstücke der Monteoru-Kultur

Um circa 3000 v. Chr. entstand die Monteoru-Kultur auf dem Gebiet des heutigen Rumänien aus einer Verschmelzung und Weiterentwicklung der Cucuteni-Tripolje-Kultur, der Vinca-, LBK- und der ungewöhnlich dynamischen Boian-Kultur. Die Verbreitung der Monteoru-Kultur erstreckte sich von der Moldau und Nordostmuntenien bis nach Siebenbürgen und der Ukraine.

## Forschungsgeschichte
Namensgebend für die Kultur ist ein Fundplatz bei Sărata-Monteoru, einem Dorf in Zentral-Rumänien. Die ersten Ausgrabungen fanden im Jahr 1917 statt. Die Herkunft dieser Kultur ist derzeit trotz zahlreicher Hypothesen umstritten.

## Materielle Kultur
Eine Besonderheit der Metallwerkzeuge der Monteoru-Kultur sind die Schaftlochäxte mit Querrippen auf dem Schaft.